# Stigmella ceanothi
Stigmella ceanothi là một loài bướm đêm thuộc họ Nepticulidae. Nó được tìm thấy ở California.

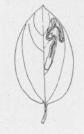
Mine

Sải cánh dài 3.2-6.6 mm. Con trưởng thành bay vào tháng 3, mid-April, mid-May và tháng 9. There are two và possibly three generations per year.
Ấu trùng ăn Ceanothus divaricatus. Chúng ăn lá nơi chúng làm tổ. 